# Segelfluggelände Königsdorf

i7
i11
i13
Das Segelfluggelände Königsdorf liegt in der Gemeinde Königsdorf im Landkreis Bad Tölz-Wolfratshausen in Oberbayern, etwa 2 km nordwestlich von Königsdorf.

## Flugbetrieb
Das Segelfluggelände besitzt eine 575 m lange, asphaltierte Start- und Landebahn sowie ein 750 m langes Segelfluglandefeld aus Gras. Es finden Windenstarts und Flugzeugschlepp mit Segelflugzeugen sowie Flugbetrieb mit Motorseglern statt. Starts und Landungen mit nicht am Segelfluggelände stationierten Ultraleichtflugzeugen, Gyrokoptern und Motorgleitschirmen sind nicht zulässig. Auf dem Segelfluggelände sind sechs Luftsportvereine beheimatet.
Das Segelfluggelände ist über die A 95 von München und Garmisch-Partenkirchen aus zu erreichen.